# La Grange (acteur)

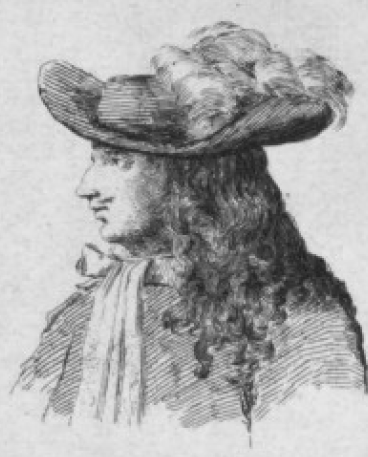
Charles Varlet

Charles Varlet (Parijs, 1635 – aldaar, 1 maart 1692), beter bekend onder zijn artiestennaam La Grange, was een Franse komediespeler. Hij maakte gedurende lange tijd deel uit van het gezelschap van Molière.

## Biografie
Charles Varlets vader Hector Varlet was procureur van de koning. Zijn moeder heette Marie de la Grange. Op 8 maart 1636 werd Charles Varlet in Montpellier gedoopt. Samen met zijn oudere broer Achille en zijn zus Justine werd hij al op jonge leeftijd wees, maar kreeg dankzij een voogd toch een goede opvoeding. Na enige tijd ontvluchtte Charles echter zijn voogd en koos net als zijn broer voor een carrière als komediespeler. Hij koos daarbij de achternaam van zijn moeder als artiestennaam.
Naar alle waarschijnlijkheid heeft Varlet Molière in oktober 1658 in Parijs ontmoet. Een maand later nam hij bij een uitvoering van L'Étourdi ou les Contretemps de rol van Lélie over van de ernstig ziek geworden Joseph Béjart. Na Béjarts dood enkele dagen later erfde Varlet de rol van Éraste in Le Dépit amoureux. Nadat hij eenmaal een vast lid van het theatergezelschap van Molière was geworden, kreeg Varlet in Le Menteur de hoofdrol toegewezen. 
Varlet kreeg gaandeweg ook allerlei administratieve taken toegewezen, zoals het bijhouden van een register waarin hij van 1659 tot 1685 van dag tot dag de belevenissen van Molière en zijn gezelschap vastlegde. Zodoende is hierover veel informatie tot op heden bewaard gebleven. In 1663 benoemde Molière Varlet tot redenaar van het gezelschap, wat onder meer inhield dat hij het publiek bij de voorstellingen moest toespreken. Toen Molières stuk Tartuffe in 1664 na de eerste voorstelling werd verboden, stuurde Molière Varlet samen met François Le Noir met een placet in een postrijtuig naar koning Lodewijk XIV, die zich op dat moment in Rijsel bevond. 
Volgens zijn eigen verslag trouwde Varlet op 25 april 1672 in de Église Saint-Germain-l'Auxerrois met Marie Ragueneau de l'Estang, een arm en lelijk meisje dat eveneens lid van Molières theatergezelschap was. Ze kregen twee tweelingen die niet bleven leven en een dochter, Manon.
Na de dood van Molière in 1673 kreeg Varlet de volledige verantwoordelijkheid over het theatergezelschap, dat een stuk kleiner was geworden en niet meer in het Théâtre du Palais-Royal mocht optreden. Later werd hij redenaar van wat ten slotte de Comédie Française is geworden. Ook zorgde Varlet voor de volledige uitgaven van Molières werken.
Varlet overleed onverwachts op 1 maart 1692.

## Belangrijke rollen
- Lélie, zoon van Pandolfe, in L'Étourdi in 1658 ;
- La Grange, afgewezen minnaar, in Les Précieuses ridicules op 18 november 1659 ;
- Lélie, minnaar van Célie, in Sganarelle ou le Cocu imaginaire op 28 mei 1660 ;
- Valère in L'École des maris op 24 juni 1661 ;
- Lisandre voor het Hof en Éraste voor het publiek in Les Fâcheux ;
- Horace, minnaar van Agnès, in L'École des femmes op 26 december 1662 ;
- De markies in La Critique de l'école des femmes op 1 juni 1663 ;
- Een belachelijke markies in L'Impromptu de Versailles op 14 oktober 1663 ;
- Alcidas, broer van Dorimène, in Le Mariage forcé op 29 januari 1664 ;
- Euryale, prins van Ithaka, in La Princesse d'Élide op 8 mei 1664 ;
- Valère, minnaar van Mariane, in Tartuffe ou l'Imposteur op 12 mei 1664 ;
- Dom Juan in Dom Juan ou le Festin de pierre op 15 februari 1665 ;
- Philinte in le Misanthrope op 4 juni 1666 ;
- Léandre, minnaar van Lucinde, in Le Médecin malgré lui op 6 augustus 1666 ;
- Acanthe in Mélicerte op 2 december 1666 ;
- Corydon in de Pastorale comique op 5 januari 1667 ;
- Adraste in Le Sicilien ou l'Amour peintre op 14 februari 1667 ;
- Amphitryon in Amphitryon op 13 januari 1668 ;
- Clitandre, minaar van Angélique, in George Dandin ou le Mari confondu op 18 juli 1668 ;
- Cléante, zoon van Harpagon, in L'Avare ou l'École du mensonge op 9 september 1668 ;
- Éraste, minnaar van Julie, in Monsieur de Pourceaugnac op 6 oktober 1669 ;
- Iphicrate in Les Amants magnifiques op 4 februari 1670 ;
- Cléonte in Le Bourgeois gentilhomme op 14 oktober 1670 ;
- Agénor in Psyché op 17 januari 1671 ;
- Léandre in Les Fourberies de Scapin op 24 mei 1671 ;
- De burggraaf in La Comtesse d'Escarbagnas op 2 december 1671 ;
- Clitandre in Les Femmes savantes op 11 maart 1672, een rol die Molière speciaal voor hem had geschreven;
- Cléante in Le Malade imaginaire op 10 februari 1673